# ドクター部
ドクター部（ドクターぶ）は、創価学会員で医師免許や歯科医師免許、薬剤師免許、医療系技師免許の所持者が所属している職業別の人材グループである。

## 概要
創価学会「ドクター部」は、創価学会員で医師免許や歯科医師免許の所持者により構成されており、創価学会の理念や歴史を学び、それらを地域や社会に広げるためにボランティア活動をしている。
1995年の阪神淡路大震災や2011年の東日本大震災などの災害時には、被災者に対して医療相談のボランティア活動を行った。
2020年に新型コロナウィルス感染症が流行したことにより、創価学会ドクター部に所属している医師が専門家として聖教新聞の紙面で新型コロナ感染症予防のアドバイスをしている。

## 書籍
- 『医師が語るわが信仰と人生―創価学会・ドクター部体験談集』佐藤玄二（編集） -  1980年に聖教新聞社から発売[1]。
- 『仏法と健康法』、創価学会ドクター部セミナー集、森田修平 (編集) – 1996年6月1日に第三文明社から発売[2]。
- 『色心不二の健康法』、創価学会ドクター部セミナー集、森田修平 (編集) – 1999年1月1日に第三文明社から発売[3]。